# Jochen Novodomsky
Jochen Novodomsky (* 4. April 1968 in Herrenberg) ist ein ehemaliger deutscher Fußballspieler.

## Karriere
Jochen Novodomsky spielte in der Jugendabteilung des VfL Herrenberg, bevor er zu den Stuttgarter Kickers wechselte. Mit den Kickers spielte er in der Saison 1990/91 in der 2. Fußball-Bundesliga, Novodomsky gehörte zum Stammpersonal. Zum Ende der Saison belegten die Kickers unter Trainer Rainer Zobel den dritten Platz, damit qualifizierte sich die Kickers für die Relegation zur Bundesliga. Novodomsky traf mit den Kickers auf den FC St. Pauli. Nachdem das Hin- und Rückspiel jeweils 1:1 geendet hatte, wurde ein Entscheidungsspiel auf neutralem Platz notwendig. Im Parkstadion in Gelsenkirchen setzten sich die Kickers mit 3:1 durch, somit war der Aufstieg perfekt. Novodomsky stand in allen drei Spielen von Beginn an auf dem Platz.
Die Folgesaison im Oberhaus des deutschen Fußballs gestaltete sich für Novodomsky und seine Sportkameraden weniger erfolgreich. Die Bundesliga war durch die Integration der ostdeutschen Fußballvereine von 18 auf 20 Mannschaften aufgestockt worden, wodurch es 38 statt der üblichen 34 Saisonspiele gab. Novodomsky kam auf 34 Einsätze und 1 Tor und am Saisonende stand der 17. Tabellenplatz zu Buche, eine Relegation gab es nicht und somit gingen die Kickers nach nur einem Jahr zurück in die zweite Liga. Die Zweite Liga war zur Saison 1992/93 durch die Umstellung auf ein eingleisiges System auf 24. Mannschaften aufgestockt worden. Die Kickers belegten zum Saisonende den 15. Tabellenplatz, damit war man nur einen Punkt von den Abstiegsrängen entfernt. Denn dieses Jahr stiegen 7 Mannschaften zur Reduktion der Liga auf 20 Mannschaften ab. In der Folgesaison konnten sich die Kickers nicht retten, diese wurden 16., und da 5 Mannschaften abstiegen, musste Novodomsky mit den Kickers den 2. Abstieg hinnehmen. Ab der Saison 1994/95 wurde in der Fußball-Regionalliga gespielt. In der ersten Saison wurde die Meisterschaft knapp verpasst. Die SpVgg Unterhaching wurde Meister und stieg auf. In der zweiten Saison in der Südstaffel der Regionalliga gewannen die Kickers die Meisterschaft und stiegen in die 2. Bundesliga auf. Novodomsky spielte noch eine Saison in der 2. Liga mit den Kickers, bevor er vor seinem Karriereende jeweils ein Jahr beim SSV Reutlingen 05 und dem VfL Sindelfingen spielte.